# Strobelite
Strobelite è un singolo del gruppo musicale britannico Gorillaz, pubblicato il 4 agosto 2017 come settimo estratto dal quinto album in studio Humanz.

## Video musicale
Il videoclip, diretto da Raoul Skinbeck, è stato pubblicato il 7 agosto 2017 attraverso il canale YouTube del gruppo e mostra scene di 2D e Noodle (presentati in un'animazione simile a Second Life) ballare in una discoteca con altre in cui Peven Everett canta il brano circondato da personale reali. Nel video fanno la loro apparizione anche Damon Albarn e altri ospiti di Humanz, tra cui Jehnny Beth e Posdnous dei De La Soul.

## Tracce
Download digitale
1. Strobelite (feat. Peven Everett) (Radio Edit) – 3:24

Download digitale – remix
1. Strobelite (feat. Peven Everett) (Kaytranada Remix) – 4:37

## Formazione
Musicisti
- Gorillaz – voce, strumentazione
- Peven Everett – voce, tastiera aggiuntiva
- The Humanz – voci aggiuntive

Produzione
- Gorillaz, The Twilite Tone of DAP, Remi Kabaka – produzione
- Stephen Sedgwick – ingegneria del suono, missaggio
- KT Pipal – assistenza tecnica ai Mission Sound
- John Davis – mastering